# Vivian Cheruiyot
Vivian Cheruiyot (1983. szeptember 11. –) olimpiai- és világbajnok kenyai hosszútávfutó.
Legnagyobb sikereit az ötezer méteres síkfutás számában érte el. A 2002-es junior atlétikai világbajnokságon bronzérmes, az oszakai világbajnokságon ezüstérmes, még a 2009-es berlini világbajnokságon aranyérmes lett ezen a távon.
A pekingi olimpián bejutott a szám döntőjébe, ahol az ötödik helyen zárt. A londoni olimpián ezüstérmes, négy évvel később olimpiai bajnok lett.

## Egyéni legjobbjai
| Versenyszám   | Időeredmény | Helyszín                 | Időpont              |
| ------------- | ----------- | ------------------------ | -------------------- |
| 1500 m        | 4:06.65     | Doha, Katar              | 2007. május 11.      |
| 3000 m        | 8:28.66     | Stuttgart, Németország   | 2007. szeptember 23. |
| 5000 m        | 14:20.89    | Stockholm, Svédország    | 2011. július 29.     |
| 10000 m       | 29:32.53    | Rio de Janeiro, Brazília | 2016. augusztus 12.  |
| 10 km (utcai) | 30:47       | San Juan, Puerto Rico    | 2012. február 26.    |

- Az információk forrása a versenyző IAAF adatlapja.